# Gordige Calcio Ragazze 2015-2016
Questa voce raccoglie le informazioni riguardanti l'Associazione Sportiva Dilettantistica Gordige Calcio Ragazze nelle competizioni ufficiali della stagione 2015-2016.

## Rosa
Rosa aggiornata alla fine della stagione.
| N. |                   | Ruolo | Calciatrice       |
| -- | ----------------- | ----- | ----------------- |
|    | Italia (bandiera) | C     | Chiara Balasso    |
|    | Italia (bandiera) | C     | Sofia Balasso     |
|    | Italia (bandiera) | D     | Diletta Bondesan  |
|    | Italia (bandiera) | D     | Gaia Candiani     |
|    | Italia (bandiera) | C     | Silvia Cerato     |
|    | Italia (bandiera) | D     | Emanuela Conventi |
|    | Italia (bandiera) | C     | Giulia Crepaldi   |
|    | Italia (bandiera) | A     | Chiara Fornaro    |
|    | Italia (bandiera) | P     | Laura Maniezzo    |
|    | Italia (bandiera) | A     | Anna Marangon     |
|    | Italia (bandiera) | D     | Alessia Melato    |

| N. |                   | Ruolo | Calciatrice       |
| -- | ----------------- | ----- | ----------------- |
|    | Italia (bandiera) | C     | Stefania Padoan   |
|    | Italia (bandiera) | A     | Loredana Piron    |
|    | Italia (bandiera) | D     | Elena Pivetta     |
|    | Italia (bandiera) | A     | Martina Rizzo     |
|    | Italia (bandiera) | A     | Sara Rizzo        |
|    | Italia (bandiera) | C     | Laura Rubini      |
|    | Italia (bandiera) | C     | Claudia Sacchetto |
|    | Italia (bandiera) | P     | Sara Skhira       |
|    | Italia (bandiera) | C     | Caterina Tessarin |
|    | Italia (bandiera) | D     | Noemi Trombin     |
|    | Italia (bandiera) | A     | Sara Trombin      |

## Calciomercato

### Sessione estiva
| Acquisti | Acquisti    | Acquisti | Acquisti   |
| R.       | Nome        | da       | Modalità   |
| -------- | ----------- | -------- | ---------- |
| D        | Sara Amidei | Padova   | svincolata |

| Cessioni | Cessioni | Cessioni | Cessioni |
| R.       | Nome     | a        | Modalità |
| -------- | -------- | -------- | -------- |
|          |          |          |          |

## Statistiche

### Statistiche di squadra
| Competizione | Punti | In casa | In casa | In casa | In casa | In casa | In casa | In trasferta | In trasferta | In trasferta | In trasferta | In trasferta | In trasferta | Totale | Totale | Totale | Totale | Totale | Totale | DR  |
| Competizione | Punti | G       | V       | N       | P       | Gf      | Gs      | G            | V            | N            | P            | Gf           | Gs           | G      | V      | N      | P      | Gf     | Gs     | DR  |
| ------------ | ----- | ------- | ------- | ------- | ------- | ------- | ------- | ------------ | ------------ | ------------ | ------------ | ------------ | ------------ | ------ | ------ | ------ | ------ | ------ | ------ | --- |
| Serie B      | 27    | 11      | -       | -       | -       | -       | -       | 11           | -            | -            | -            | -            | -            | 22     | 8      | 3      | 11     | 30     | 46     | -16 |
| Coppa Italia | -     | -       | -       | -       | -       | -       | -       | -            | -            | -            | -            | -            | -            | -      | -      | -      | -      | -      | -      | -   |
| Totale       | -     | -       | -       | -       | -       | -       | -       | -            | -            | -            | -            | -            | -            | -      | -      | -      | -      | -      | -      | -   |

### Andamento in campionato
| Giornata  | 1 | 2 | 3 | 4 | 5 | 6 | 7 | 8 | 9 | 10 | 11 | 12 | 13 | 14 | 15 | 16 | 17 | 18 | 19 | 20 | 21 | 22 |
| --------- | - | - | - | - | - | - | - | - | - | -- | -- | -- | -- | -- | -- | -- | -- | -- | -- | -- | -- | -- |
| Luogo     |   |   |   |   |   |   |   |   |   |    |    |    |    |    |    |    |    |    |    |    |    |    |
| Risultato |   |   |   |   |   |   |   |   |   |    |    |    |    |    |    |    |    |    |    |    |    |    |
| Posizione |   |   |   |   |   |   |   |   |   |    |    |    |    |    |    |    |    |    |    |    |    |    |

Legenda:

Luogo: C = Casa; T = Trasferta. Risultato: V = Vittoria; N = Pareggio; P = Sconfitta.

### Statistiche delle giocatrici
Presenze e reti fatte e subite
| Giocatore    | Serie B  | Serie B | Serie B     | Serie B    | Coppa Italia | Coppa Italia | Coppa Italia | Coppa Italia | Totale   | Totale | Totale      | Totale     |
| Giocatore    | Presenze | Reti    | Ammonizioni | Espulsioni | Presenze     | Reti         | Ammonizioni  | Espulsioni   | Presenze | Reti   | Ammonizioni | Espulsioni |
| ------------ | -------- | ------- | ----------- | ---------- | ------------ | ------------ | ------------ | ------------ | -------- | ------ | ----------- | ---------- |
| C. Balasso   | 17       | 2       | 3           | 0          | 0            | 0            | 0            | 0            | 17       | 2      | 3           | 0          |
| S. Balasso   | 19       | 3       | 0           | 0          | 0            | 0            | 0            | 0            | 19       | 3      | 0           | 0          |
| D. Bondesan  | 22       | 3       | 2           | 0          | 0            | 0            | 0            | 0            | 22       | 3      | 2           | 0          |
| G. Candiani  | 2        | 0       | 0           | 0          | 0            | 0            | 0            | 0            | 2        | 0      | 0           | 0          |
| S. Cerato    | 22       | 4       | 2           | 0          | 0            | 0            | 0            | 0            | 22       | 4      | 2           | 0          |
| E. Conventi  | 13       | 0       | 3           | 0          | 0            | 0            | 0            | 0            | 13       | 0      | 3           | 0          |
| G. Crepaldi  | 0        | 0       | 0           | 0          | 0            | 0            | 0            | 0            | 0        | 0      | 0           | 0          |
| C. Fornaro   | 1        | 0       | 0           | 0          | 0            | 0            | 0            | 0            | 1        | 0      | 0           | 0          |
| L. Maniezzo  | 15       | -28     | 0           | 0          | 0            | 0            | 0            | 0            | 15       | -28    | 0           | 0          |
| A. Marangon  | 17       | 6       | 1           | 0          | 0            | 0            | 0            | 0            | 17       | 6      | 1           | 0          |
| A. Melato    | 8        | 2       | 2           | 0          | 0            | 0            | 0            | 0            | 8        | 2      | 2           | 0          |
| S. Padoan    | 20       | 0       | 0           | 0          | 0            | 0            | 0            | 0            | 20       | 0      | 0           | 0          |
| L. Piron     | 15       | 4       | 0           | 0          | 0            | 0            | 0            | 0            | 15       | 4      | 0           | 0          |
| E. Pivetta   | 20       | 1       | 1           | 0          | 0            | 0            | 0            | 0            | 20       | 1      | 1           | 0          |
| M. Rizzo     | 4        | 0       | 0           | 0          | 0            | 0            | 0            | 0            | 4        | 0      | 0           | 0          |
| S. Rizzo     | 19       | 0       | 0           | 0          | 0            | 0            | 0            | 0            | 19       | 0      | 0           | 0          |
| L. Rubini    | 1        | 0       | 0           | 0          | 0            | 0            | 0            | 0            | 1        | 0      | 0           | 0          |
| C. Sacchetto | 20       | 5       | 0           | 0          | 0            | 0            | 0            | 0            | 20       | 5      | 0           | 0          |
| C. Skhira    | 7        | -17     | 0           | 0          | 0            | 0            | 0            | 0            | 7        | -17    | 0           | 0          |
| C. Tessarin  | 16       | 0       | 1           | 0          | 0            | 0            | 0            | 0            | 16       | 0      | 1           | 0          |
| N. Trombin   | 12       | 0       | 3           | 0          | 0            | 0            | 0            | 0            | 12       | 0      | 3           | 0          |
| S. Trombin   | 21       | 0       | 0           | 0          | 0            | 0            | 0            | 0            | 21       | 0      | 0           | 0          |